# Gmina Stargard
Die Gmina Stargard (von 1950 bis 2015 Stargard Szczeciński) ist eine Landgemeinde in der Woiwodschaft Westpommern, Polen und ist Teil der Agglomeration Stettin. Der Sitz der Gmina ist in der Stadt Stargard, die nicht zur Gmina gehört.

## Geographie
Sie hat eine Flächenausdehnung von 318,00 km². 72 % des Gemeindegebiets werden landwirtschaftlich genutzt, 12 % sind mit Wald bedeckt.

## Gemeindegliederung
Die Gmina Stargard gliedert sich in 30 Sołectwo (Schulzenämter) bei insgesamt 45 Ortschaften:
| - Barzkowice (Barskewitz) - Golina (Gollin) - Grabowo (Buchholz) - Grzędzice (Seefeld) - Kiczarowo (Kitzerow) - Klępino (Klempin) - Koszewo (Groß Küssow) - Krąpiel (Schöneberg) - Kurcewo (Krüssow) - Lipnik (Lindenberg) - Lubowo (Lübow) - Małkocin (Mulkenthin) - Pęzino (Pansin) - Poczernin (Pützerlin) - Rogowo (Roggow) | - Skalin (Schellin) - Smogolice (Bruchhausen) - Sowno (Hinzendorf) - Strachocin (Zartzig) - Strumiany (Karlsbach) - Strzyżno (Streesen) - Sułkowo (Karolinenthal) - Święte (Schwendt) - Trzebiatów (Treptow) - Tychowo (Hansfelde) - Ulikowo (Wulkow) - Warchlinko (Klein Warchlin) - Witkowo Pierwsze (Wittichow (I)) - Witkowo Drugie (Wittichow (II)) - Żarowo (Saarow) |

Weitere Ortschaften in der Gemeinde sind Bębnikąt, Domanowo (Friederikenhof), Golczewo (Goltzow), Golinka (Neu Gollin), Grzędziczki (Steineck), Kępinka, Kolonia Dolna-Grabowo, Kolonia Górna Grabowo (Vorwerk Neuhof), Koszewko (Klein Küssow), Luboń (Peterhof), Mężytki, Omięcin, Piaszcze (Augustenhof), Piaśnik, Podlesie, Radziszewo (Schneidersfelde), Siwkowo (Heinrichshof), Warchlino (Groß Warchlin), Wierzchląd (Verchland).
Im Gemeindegebiet liegen ferner die Wüstungen Ludwigsthal und Młodolice (Margarethenhof).

## Verkehr
Durch das Gebiet der Gmina Stargard verlaufen die Droga krajowa 10, Droga krajowa 20, Droga wojewódzka 106 und die Droga wojewódzka 142. So wie die Bahnstrecken PKP-Linie 202: Stargard – Danzig, PKP-Linie 351: Stettin – Posen, PKP-Linie 403: Ulikowo – Piła und PKP-Linie 411 (stillgelegt): Stargard – Pyrzyce – Godków.